# Jesús María Pedrosa Urquiza
Jesús María Pedrosa Urquiza (Villafranca de Ordizia, 12 de diciembre de 1942 - Durango, 4 de junio de 2000) fue un político español víctima del terrorismo de ETA.

## Biografía
Jesús María Pedrosa Urquiza fue asesinado por ETA en Durango el día 4 de junio del año 2000. Nació en Ordicia pero residió desde niño en Durango. Era concejal del Partido Popular en el Ayuntamiento de Durango desde 1987. También estaba afiliado al sindicato ELA. Trabajó en diversas empresas del sector industrial. Estaba casado y tenía dos hijas. En el momento de su asesinato tenía 57 años.

### Asesinato
Antes de ser asesinado, Jesús María Pedrosa había sido amenazado en varias ocasiones por la banda terrorista ETA. El atentado tuvo lugar la mañana del domingo 4 de junio de 2000, cuando Jesús María regresaba a su domicilio. Había rechazado ser escoltado. El edil regresaba a su domicilio después de haber acudido a misa. Mientras recorría las calles del centro de Durango un terrorista a cara descubierta se le acercó por detrás, y le efectuó un único disparo en la nuca, falleciendo la víctima de manera casi instantánea. Tras el aviso del tiroteo, la zona fue acordonada por la Ertzaintza y se desplazaron hasta allí facultativos de una UVI móvil de Osakidetza que trataron de reanimar a la víctima, aunque solo pudieron certificar su fallecimiento. El juez de guardia ordenó el levantamiento del cadáver pasadas las 16:00 horas. Dos días después de su asesinato se convocó una multitudinaria manifestación en protesta por el atentado al grito de “Libertad”. Tras la muerte de Jesús María se instauró el premio que lleva su nombre.
Según la Secretaría de Paz y Convivencia del Gobierno Vasco, la situación procesal del atentado es de archivo. ETA reivindicó el 11 de junio del 2000  la autoría de este asesinato, junto con la de José Luis López de Lacalle mediante un texto remitido a los diarios Gara y Egunkaria. Al no haberse dictado sentencia alguna por este atentado, no existe condena alguna por este asesinato. Sin embargo, tras el fallecimiento los etarras Urko Gerrikagoitia Agirre, Zigor Arambarri Garamendi, Ekain Ruiz Ibarguren y Patxi Rementeria Barruetabeña mientras trasladaban una bomba en el barrio bilbaíno de Begoña, las investigaciones apuntan a que este atentado lo llevó a cabo el comando Vizcaya, y no el comando Araba, al cual se le había atribuido el atentado previamente.